# Línea 1 del Mexibús
La Línea 1 del Mexibús es una línea de autobuses de tránsito rápido, es la primera y más antigua de la red del Mexibús. Tiene 34 estaciones y una longitud de 32 kilómetros.

## Historia
La línea fue inaugurada el 2 de octubre de 2010 por el entonces gobernador del Estado de México, Enrique Peña Nieto (2005 - 2011).  El 21 de marzo de 2022 se inauguró la ampliación hacia el Aeropuerto Internacional Felipe Ángeles con 8 estaciones más y con carril preferente (no exclusivo para el uso de los autobuses) junto con el Aeropuerto Internacional Felipe Ángeles.
La línea tiene una longitud de 16.8 kilómetros en su recorrido desde Ciudad Azteca en Ecatepec de Morelos a Ojo de Agua en Tecámac, circula por Avenida Central y existen dos servicios: el ordinario en donde el autobús realiza parada en todas las estaciones y el expreso realizando únicamente paradas en ciertas estaciones así como en estaciones consideradas como terminales o conexión con la línea de Mexibús II: estación de transferencia modal (ETRAM) de Ciudad Azteca conocida como Terminal Multimodal Azteca Bicentenario con una afluencia estimada de 135 mil usuarios al día.

## Rutas
El servicio se presta en cuatro itinerarios:
- TR-1: Ojo de Agua - Ciudad Azteca (servicio regular)

- TR-3: Ojo de Agua - Ciudad Azteca (servicio expreso)

- TR-4 : Central de Abastos - Ciudad Azteca (servicio expreso)

- L1-A: Ojo de Agua - Terminal de Pasajeros (servicio regular)

## Flotilla
La flotilla de esta línea la comprende
- Volvo 7300 BRT
- Volvo 7300 Upgrade BRT
- TRI Transcarrier
- TRI Transcarrier Earthbus

## Estaciones
| Estación                  | Iconografía                                                        | Inauguración                        | Municipio | Tipo de estación | Rutas                | Conexiones                                                                       |
| ------------------------- | ------------------------------------------------------------------ | ----------------------------------- | --------- | ---------------- | -------------------- | -------------------------------------------------------------------------------- |
| Ciudad Azteca             | Glifo de Tenochtitlán                                              | 1 de diciembre de 2010              | Ecatepec  | Terminal         | - TR-1 - TR-3 - TR-4 | Otros servicios - CETRAM Ciudad Azteca - Ciudad Azteca                           |
| Quinto Sol                | Cráneo                                                             | 1 de diciembre de 2010              | Ecatepec  | Paso             | - TR-1               |                                                                                  |
| Josefa Ortiz de Domínguez | Busto de Josefa Ortiz de Domínguez                                 | 1 de diciembre de 2010              | Ecatepec  | Paso             | - TR-1               |                                                                                  |
| Industrial                | Fábrica                                                            | 1 de diciembre de 2010              | Ecatepec  | Paso             | - TR-1               |                                                                                  |
| UNITEC                    | Emblema de la Universidad Tecnológica de México                    | 1 de diciembre de 2010              | Ecatepec  | Paso             | - TR-1 - TR-3 - TR-4 |                                                                                  |
| Alfredo Torres            | Torre                                                              | 1 de diciembre de 2010              | Ecatepec  | Paso             | - TR-1               |                                                                                  |
| Zodiaco                   | Eclipse                                                            | 1 de diciembre de 2010              | Ecatepec  | Paso             | - TR-1               |                                                                                  |
| Adolfo López Mateos       | Busto de Adolfo López Mateos                                       | 1 de diciembre de 2010              | Ecatepec  | Paso             | - TR-1               |                                                                                  |
| Vocacional 3              | Emblema del Instituto Politécnico Nacional                         | 1 de diciembre de 2010              | Ecatepec  | Paso             | - TR-1 - TR-3 - TR-4 |                                                                                  |
| Valle Ecatepec            | Cerros con árboles                                                 | 1 de diciembre de 2010              | Ecatepec  | Paso             | - TR-1               |                                                                                  |
| Las Américas              | Mapa de Latinoamérica                                              | 1 de diciembre de 2010              | Ecatepec  | Paso             | - TR-1               |                                                                                  |
| Primero de mayo           | Texto «1 Mayo»                                                     | 1 de diciembre de 2010              | Ecatepec  | Correspondencia  | - TR-1 - TR-3 - TR-4 | Correspondencia - Las Américas                                                   |
| Hospital                  | Emblema de la Cruz Roja                                            | 1 de diciembre de 2010              | Ecatepec  | Paso             | - TR-1 - TR-3 - TR-4 | Correspondencia - Matamoros                                                      |
| Aquiles Serdán            | Busto de Aquiles Serdán                                            | 1 de diciembre de 2010              | Ecatepec  | Paso             | - TR-1               |                                                                                  |
| Jardines de Morelos       | Planta                                                             | 1 de diciembre de 2010              | Ecatepec  | Paso             | - TR-1 - TR-3 - TR-4 | Correspondencia - Monumento a la familia                                         |
| Palomas                   | Paloma                                                             | 1 de diciembre de 2010              | Ecatepec  | Paso             | - TR-1               |                                                                                  |
| 19 de septiembre          | Texto «19 sep»                                                     | 1 de diciembre de 2010              | Ecatepec  | Paso             | - TR-1               |                                                                                  |
| Central de Abastos        | Cesta de mercado                                                   | 1 de diciembre de 2010              | Ecatepec  | Correspondencia  | - TR-1 - TR-3 - TR-4 | Correspondencia - Central de Abastos Otros servicios - CETRAM Central de Abastos |
| Insurgentes               | Bustos de Miguel Hidalgo, José María Morelos y Agustín de Iturbide | Entre 2015 y 2018 Reabierta en 2022 | Ecatepec  | Paso             | - TR-1               |                                                                                  |
| Las Torres                |                                                                    | 1 de diciembre de 2010              | Ecatepec  | Clausurada       | - TR-1               |                                                                                  |
| Hidalgo                   | Busto de Miguel Hidalgo                                            | 1 de diciembre de 2010              | Ecatepec  | Paso             | - TR-1               |                                                                                  |
| Cuauhtémoc Sur            | Cabeza de águila                                                   | 1 de diciembre de 2010              | Ecatepec  | Paso             | - TR-1               |                                                                                  |
| Cuauhtémoc Norte          | Cabeza de águila                                                   | 1 de diciembre de 2010              | Ecatepec  | Paso             | - TR-1 - TR-3        |                                                                                  |
| Esmeralda                 | Diamante                                                           | 1 de diciembre de 2010              | Tecámac   | Paso             | - TR-1               |                                                                                  |
| Ojo de Agua               | Glifo de Tecámac                                                   | 1 de diciembre de 2010              | Tecámac   | Terminal         | - TR-1 - TR-3 - L1-A | Otros servicios - CETRAM Ojo de Agua                                             |
| Loma Bonita               | Colina                                                             | 21 de marzo de 2022                 | Tecámac   | Paso             | - L1-A               |                                                                                  |
| Ozumbilla                 | Parroquia de Santa María Ozumbilla                                 | 21 de marzo de 2022                 | Tecámac   | Paso             | - L1-A               |                                                                                  |
| San Francisco             | Efigie de Francisco de Asís                                        | 21 de marzo de 2022                 | Tecámac   | Paso             | - L1-A               |                                                                                  |
| Quetzalcóatl              | Cabeza de Quetzalcóatl                                             | 14 de junio de 2023                 | Tecámac   | Paso             | - L1-A               |                                                                                  |
| Tecámac                   | Parroquia de la Santa Cruz de Tecámac                              | 21 de marzo de 2022                 | Tecámac   | Paso             | - L1-A               |                                                                                  |
| La Redonda                | Círculo                                                            | 14 de junio de 2023                 | Tecámac   | Paso             | - L1-A               |                                                                                  |
| Glorieta Militar          | Avión                                                              | 21 de marzo de 2022                 | Zumpango  | Paso             | - L1-A               |                                                                                  |
| Combustibles              | Tanques de almacenamiento                                          | 21 de marzo de 2022                 | Zumpango  | Paso             | - L1-A               |                                                                                  |
| Hacienda                  | Arcos                                                              | 21 de marzo de 2022                 | Zumpango  | Paso             | - L1-A               |                                                                                  |
| Terminal de Pasajeros     | Emblema del Aeropuerto Internacional Felipe Ángeles                | 21 de marzo de 2022                 | Zumpango  | Terminal         | - L1-A               | Otros servicios - Aeropuerto Internacional Felipe Ángeles - AIFA                 |

### Antiguas estaciones
La estación Las Torres en Santa María Chiconautla fue clausurada y desmantelada totalmente en 2022. La estación abrió en 2010 y servía al municipio de Ecatepec. Para facilitar la operación de las Líneas 1 y 4, se decidió abrir en su lugar la entonces inoperativa estación Insurgentes. La distancia aproximada entre las estaciones Hidalgo e Insurgentes es de 1,5 kilómetros (0,93 millas).